# Hot Bird 7
Hot Bird 7 war ein Kommunikationssatellit, der bei einem Startfehler im Jahr 2002 verloren ging. Er war für den Betrieb durch Eutelsat vorgesehen und sollte als Teil der Hot-Bird-Konstellation von Eutelsat auf 13° östlicher Länge Direktübertragungsdienste aus einer geostationären Umlaufbahn bereitstellen. Hot Bird 7 sollte den 1997 gestarteten Satelliten Hot Bird 3 ersetzen.
Hot Bird 7 wurde von Astrium konstruiert und basierte auf dem Satellitenbus  Eurostar-2000+. Es hatte eine Masse von 3.400 kg (7.500 lb) und sollte eine Betriebslebensdauer von 15 Jahren haben. Das Raumschiff war mit 40 Ku-Band-Transpondern für die Ausstrahlung von Satellitenfernsehen und Satellitenradio ausgestattet. Es hätte zu Haushalten in Europa, dem Nahen Osten und Nordafrika gesendet werden können.
Arianespace wurde beauftragt, Hot Bird 7 auf dem Jungfernflug der Trägerrakete Ariane 5 ECA, einer verbesserten Version der Ariane 5, die eine erhöhte Nutzlastkapazität für den geostationären Transferorbit (GTO) bieten soll. An Bord der Trägerrakete befand sich auch der Technologie-Demonstrationssatellit STENTOR, der von der französischen Raumfahrtbehörde CNES betrieben werden sollte. Der Start erfolgte am 11. Dezember 2002 um 22:22 UTC von ELA-3 im Centre Spatial Guyanais in Kourou in Französisch-Guayana.
Etwa drei Minuten nach dem Start wurden Leistungsprobleme mit dem Vulcain-2-Triebwerk der ersten Stufe festgestellt, das seinen Erstflug absolvierte. Zum Zeitpunkt der Abtrennung der Verkleidung, 183 Sekunden nach dem Flug, geriet die Rakete außer Kontrolle. Sie verlor an Höhe und Geschwindigkeit, bevor sie 456 Sekunden nach dem Start vom Sicherheitsoffizier zerstört wurde. Der Ausfall wurde einem Motorkühlungsproblem zugeschrieben, das sich etwa 96 Sekunden nach Beginn der Mission entwickelte und dazu führte, dass sich der Motor selbst zerstörte. Aufgrund des Fehlschlags verzögerte sich der nächste Ariane-5-Start, der im Januar 2003 die Raumsonde Rosetta der Europäischen Weltraumorganisation (ESA) befördern sollte, so dass Rosetta das Startfenster für eine Mission zum Kometen 46P/Wirtanen verpasste. Rosetta wurde daraufhin auf den Kometen 67P/Churyumov-Gerasimenko umgelenkt und 2004 erfolgreich gestartet.